# Pro Evolution Soccer 4
Pro Evolution Soccer 4 (conocido como World Soccer: Winning Eleven 8 en su versión japonesa y como World Soccer Winning Eleven 8 International en su versión estadounidense) es un videojuego de fútbol para PlayStation 2, PC y Xbox que se lanzó a la venta en el 2004. Este es el cuarto videojuego de la serie Pro Evolution Soccer. Además, fue el primero que se vendió para Xbox.
En la portada se aprecian a Francesco Totti, Thierry Henry y el árbitro Pierluigi Collina. En la portada de la versión japonesa aparece Zico. Fue el primer juego de la serie en presentar ligas con licencia.

## Demo
Tiene las mismas selecciones a excepción de Alemania que fue reemplazado por la selección de Suecia También tiene 5 minutos 10 minutos 15 minutos 20 minutos 25 minutos 30 minutos de tiempo.

## Modos de juego
- Modo Partido: En este modo se encuentran:
  - Exhibición: El jugador elige dos equipos para disputar un partido amistoso.
  - Partido de Penaltis: El jugador elige dos equipos para disputar un partido amistoso por penaltis.
- Modo Liga Master: En este modo el jugador debe elegir un equipo de los presentes en el juego o crear un equipo original y realizar transferencias en el mismo, jugando partidos en la liga seleccionada. Solo en este modo se pueden disputar el Campeonato UEFA y la Supercopa UEFA
- Modo Liga: En este modo el jugador debe elegir una liga de las que aparecen en el juego y de ella elegir un equipo para disputar el torneo completo. Entre las ligas se encuentran: de ella y disputar el torneo.

- -  Premier League: Es el campeonato inglés de fútbol. El jugador elige uno de los 20 equipos de ella y disputar el torneo.
  -  Ligue 1: Es el campeonato francés de fútbol. El jugador elige uno de los 20 equipos de ella y disputar el torneo.
  -  Bundesliga: Es el campeonato alemán de fútbol. El jugador elige uno de los 18 equipos de ella y disputar el torneo.
  -  Serie A: Es el campeonato italiano de fútbol. El jugador elige uno de los 20 equipos de ella y disputar el torneo.
  -  Eredivisie: Es el campeonato holandés de fútbol. El jugador elige uno de los 18 equipos de ella y disputar el torneo.
  -  La Liga: Es el campeonato español de fútbol. El jugador elige uno de los 20 equipos de ella y disputar el torneo.
  - Liga Internacional: El jugador debe elegir un equipo y disputar con el un torneo con otros clubes. La cantidad de los mismos y la elección de torneos cortos o largos queda a cuenta del jugador.
- Modo Copa: En este modo el jugador debe elegir una de las copas que aparecen en el juego. Entre las copas se encuentran.
  - La Copa de Europa: Es el campeonato europeo de fútbol. El jugador elige uno de los países de dicho continente y disputar el torneo.
  - La Copa de África: Es el campeonato africano de fútbol. El jugador elige uno de los países de dicho continente y disputar el torneo.
  - La Copa de América: Es el campeonato americano de fútbol. El jugador elige uno de los países de dicho continente y disputar el torneo.
  - La Copa de Asia-Oceanía: Es el campeonato asiático y oceánico de fútbol. El jugador elige uno de los países de dicho continente y disputar el torneo.
  - La Copa Internacional: Es el campeonato mundial de fútbol. El jugador elige uno de los países del mundo y disputar el torneo.
  - Copa Konami: Es el campeonato que puede ser definido a elección del jugador. El mismo deberá elegir si se trata de un torneo a modo de liga (largo o corto), de un torneo a modo eliminatorio, la cantidad de equipos y de jugadores, el sistema de alargue y de penales, entre otras cosas.*Modo Editar: En este modo el jugador puede modificar a los jugadores, sus apariencias, sus estadísticas, los equipos, los nombres de las ligas, copas, entre otras cosas.

- Modo Opciones: En este modo el jugador podrá encontrar varias cosas, como el museo, el PES-Shop, así como las distintas maneras para configurar la resolución de la pantalla, el idioma de los comentarios y del juego, entre otras cosas.

- Modo En línea: En este modo el jugador podrá conectarse y jugar partidos contra otros jugadores en la red.Este modo solamente está disponible en Xbox y Windows.

- Modo Entrenamiento: En este modo el jugador debe elegir un equipo para entrenarse a su manera: tiros al arco, tiros libres, córneres, entre otras cosas.

## Selecciones nacionales
Para esta edición debuta la selección de Letonia, producto de su clasificación a la Eurocopa 2004.

### Europa(32)
| - Alemania - Austria - Bélgica - Bulgaria - Croacia - Dinamarca - Escocia - Eslovaquia - Eslovenia - España - Finlandia - Francia - Gales - Grecia - Hungría - Inglaterra | - Irlanda - Irlanda del Norte - Italia - Letonia (nueva) - Noruega - Países Bajos - Polonia - Portugal - República Checa - Rumanía - Rusia - Serbia y Montenegro - Suecia - Suiza - Turquía - Ucrania |

### África(7)
- Camerún
- Costa de Marfil
- Marruecos
- Nigeria
- Túnez
- Senegal
- Sudáfrica

### América delNorte, Centro y Caribey delSur(16)
| - Argentina - Bolivia - Brasil - Canadá - Chile - Colombia - Costa Rica - Ecuador | - Estados Unidos - México - Paraguay - Perú - Uruguay - Venezuela - Jamaica - Trinidad y Tobago |

### AsiayOceanía(6)
| - Arabia Saudita - Australia - China | - Corea del Sur - Irán - Japón |

## Clubes

### Ligas
| - Premier League - Ligue 1 - Bundesliga | - Serie A * - Eredivisie * - La Liga * |

*: Ligas y clubes licenciados 

### Clubes no licenciados
| - Patagonia - Pampas - FC Belgium - Bruxelles - Belo Horizonte - Praha - AC Greek - Peloponnisos - Athenakos - Lisbonera - Puerto - Esportiva | - L. Mossubann - Valdai - Bejutassle - Byzantinobul - Old Firm Green - Old Firm Blue - Balvidan - Marmara - PES United - WE United |

## Estadios
Los estadios incluidos son 28 en total y son los siguientes:
| Número | Región         | Estadio              | Nombre verdadero                  |
| ------ | -------------- | -------------------- | --------------------------------- |
| 1      | Italia         | Lombardi Colosseum   | Estadio San Siro                  |
| 2      | Italia         | Old Lady Stadium     | Stadio Delle Alpi                 |
| 3      | Italia         | Cesar Stadium        | Stadio Olimpico                   |
| 4      | Italia         | Emelia Stadium       | Estadio Ennio Tardini             |
| 5      | España         | Catalonia Stadium    | Camp Nou                          |
| 6      | Inglaterra     | North East Stadium   | Highbury                          |
| 7      | Inglaterra     | Trad Brick Stadium   | Old Trafford                      |
| 8      | Inglaterra     | Blue Bridge Stadium  | Stamford Bridge                   |
| 9      | Inglaterra     | Red Cauldron         | Anfield                           |
| 10     | Inglaterra     | Magpie Park          | St James' Park                    |
| 11     | Países Bajos   | Orange Arena         | Amsterdam Arena                   |
| 12     | Países Bajos   | Rotterdam Stadion    | De Kuip                           |
| 13     | Alemania       | Bayern Stadium       | Olympiastadion München            |
| 14     | Alemania       | Borussia Stadion     | Westfalenstadion                  |
| 15     | Francia        | Monaco Stadium       | Stade Louis II                    |
| 16     | Francia        | Lutecia Park         | Parc des Princes                  |
| 17     | Francia        | Massilia Stadium     | Stade Velodrome                   |
| 18     | Corea del Sur  | Nakhon Ratchasima    | Estadio Asiad de Busan            |
| 19     | Argentina      | Estadio Gran Chaco   | Estadio Alberto J. Armando        |
| 20     | Sudáfrica      | Cuito Cuanavale      | Estadio Free State                |
| 21     | Estados Unidos | Amerigo Atlantis     | Historic Crew Stadium             |
| 22     | Suecia         | Stockholm Arena      | Råsunda Stadion                   |
| 23     | Japón          | Kanji Dome           | Sapporo Dome                      |
| 24     | Japón          | Dietro Monte Stadium | Kashima Soccer Stadium            |
| 25     | Japón          | Porto Folio          | Estadio Internacional de Yokohama |
| 26     | Japón          | Queensland Park      | Nagai Stadium                     |
| 27     | Japón          | Haze Hills           | Estadio Olímpico de Tokio         |
| 28     | Japón          | Occhio del Mar       | Oita Bank Dome                    |